# Mats Kolmisoppi
Mats Jorma Sunde Kolmisoppi, född 19 mars 1976 i Uddevalla, är en svensk författare. 
Kolmisoppi debuterade 2001 med novellsamlingen Jag menar nu och erhöll Aftonbladets litteraturpris 2005. Han har undervisat på skrivarkurser på Nordiska folkhögskolan, Bona folkhögskola och Skurups folkhögskola och arbetar 2016 som producent för kulturprogram i Sveriges Radio P1. Hans senaste bok är Scener från hovet (2021).
Kolmisoppi är bror till Peter Sunde. Han är gift med journalisten Rakel Chukri.

## Priser och utmärkelser
- 2001 – Nominerad till Borås Tidnings debutantpris
- 2005 – Aftonbladets litteraturpris
- 2005 – Göteborgs Stads författarstipendium
- 2006 – Stipendium ur Albert Bonniers stipendiefond
- 2012 – Mare Kandre-priset
- 2021 - Eldhska stipendiet[3]
- 2021 - Stipendium ur Albert Bonniers stipendiefond